# Reino de Dali
Dali o Gran Li (en chino tradicional, 大理國; en chino simplificado, 大理国; pinyin, Dàlǐguó) fue un reino bai centrado en la actual provincia de Yunnan, República Popular de China. Lo estableció  Duan Siping en 937 y fue gobernada por 22 reyes hasta la primavera en 1253, cuando fue conquistado por una invasión del Imperio mongol. Su capital era la ciudad de Yangxiemie, actualmente la ciudad Dali.

## Historia
El reino de Dali fue precedido por la dinastía Nanzhao, que fue destronada en 902. Tres dinastías la siguieron en rápida sucesión hasta que Duan Siping tomó el poder en 937 y estableció el Reino de Dali. Gao Shengtai forzó al rey títere Duan Zhengming a abdicar y conversirse en monje en 1095, tras lo cual renombró al estado como Dazhong. Devolvió el poder a la familia Duan tras su muerte. Duan Zhengchun renombró el país como Hou Li (lit. "Posterior a Li") al año siguiente.
El 11º rey de Nanzhao estableció el budismo vajrayana como religión estatal. Diez de los 22 reyes de Dali abdicaron del trono y se hicieron monjes.
Pese a la habilidad militar y su superioridad numérica, los mongoles no pudieron romper las defensas del valle Erhai, que era tan fácil de defender que con tan solo unos pocos defensores se pudo mantener durante años. Se dice que los mongoles encontraron a un traidor -Duan Xingzhi- que les dirigió por un camino oculto de las montañas Cangshan y sólo así pudieron penetrar y vencer a los defensores Bai. Duan Xingzhi fue nombrado "maharaja" (摩诃罗嵯) por Kublai Kan, y la dinastía Duan siguió ostentando el título de maharajás de Yunnan como vasallos de los mongoles: la familia Duan gobernaba en Dali y los gobernadores en Kunming. 
En 1381, la dinastía Ming envió 300,000 tropas a Yunnan para acabar con los remanentes mongoles. El clan Duan, que ayudó a la dinastía Yuan a combatir contra la rebelión de los turbantes rojos en Sichuan, también peleó contra el ejército Ming. Duan Gong se negó a rendirse a Fu Yaode, dejando claro que Dali solo podría ser un tributario Ming. Fu Yaode atacó y destruyó el reino, y desde ese momento el territorio ha estado incorporado a China.